# Замок Аберистуит
Замок Аберистуит (англ. Aberystwyth Castle, валл. Castell Aberystwyth) — средневековый замок Эдуарда I в Аберистуите, графство Кередигион, Уэльс. Замок был построен после Первой валлийской войны в конце XIII века, заменив более раннюю крепость в полутора километрах к югу. В 1404 году во время восстания Оуайна Глиндура валлийцы захватили замок, но четыре года спустя он был снова взят англичанами. В 1637 году в замке расположился Королевский монетный двор Карла I, который чеканил серебряные шиллинги. Он был разрушен Оливером Кромвелем в 1649 году.

## История
Около 1110 года лорд Гилберт Фиц-Ричард построил замок по типу мотт и бейли в полутора километрах к югу от нынешнего места. Он назывался Тан-и-кастель или Старый Аберистуит. В 1116 году он был осаждён Грифидом ап Рисом, королём Дехейбарта, но не смог захватить его. Он захватил замок и сжёг его дотла 20 лет спустя, в 1136 году, отомстив за смерть своей жены Гвенллиан от рук нормандских захватчиков. В этот раз ему помогали Оуайн ап Грифид и его брат Кадваладр, сыновья короля Гвинеда Грифида ап Кинана, поскольку Гвенллиан был их сестрой. Оуайн ап Грифид поручил Кадваладру восстановить замок; в 1143 году из-за попытки Кадваладра убить нового короля Дехейбарта Анарауда ап Грифида, Оуайн ап Грифид послал своего сына Хивела ап Оуайна Гвинеда сжечь замок. Позже замок был перестроен и укреплён. В 1221 году, после смены по крайней мере трёх владельцев, замок перешёл к валлийскому принцу Лливелину ап Иорверту (Лливелин Великий). Лливелин разобрал замок и возвёл на его месте новый. Нынешний замок был перестроен на том же самом месте королём Англии Эдуардом I в 1277 году после окончания первой войны против Лливелина ап Грифида, внука Лливелина Великого. Валлийцы захватили строящийся замок в 1282 году и сожгли его вместе с городом. В конечном итоге замок достроен в 1289 году, а уже в 1294—1125 годах его осаждал восставший Мадог ап Лливелин.

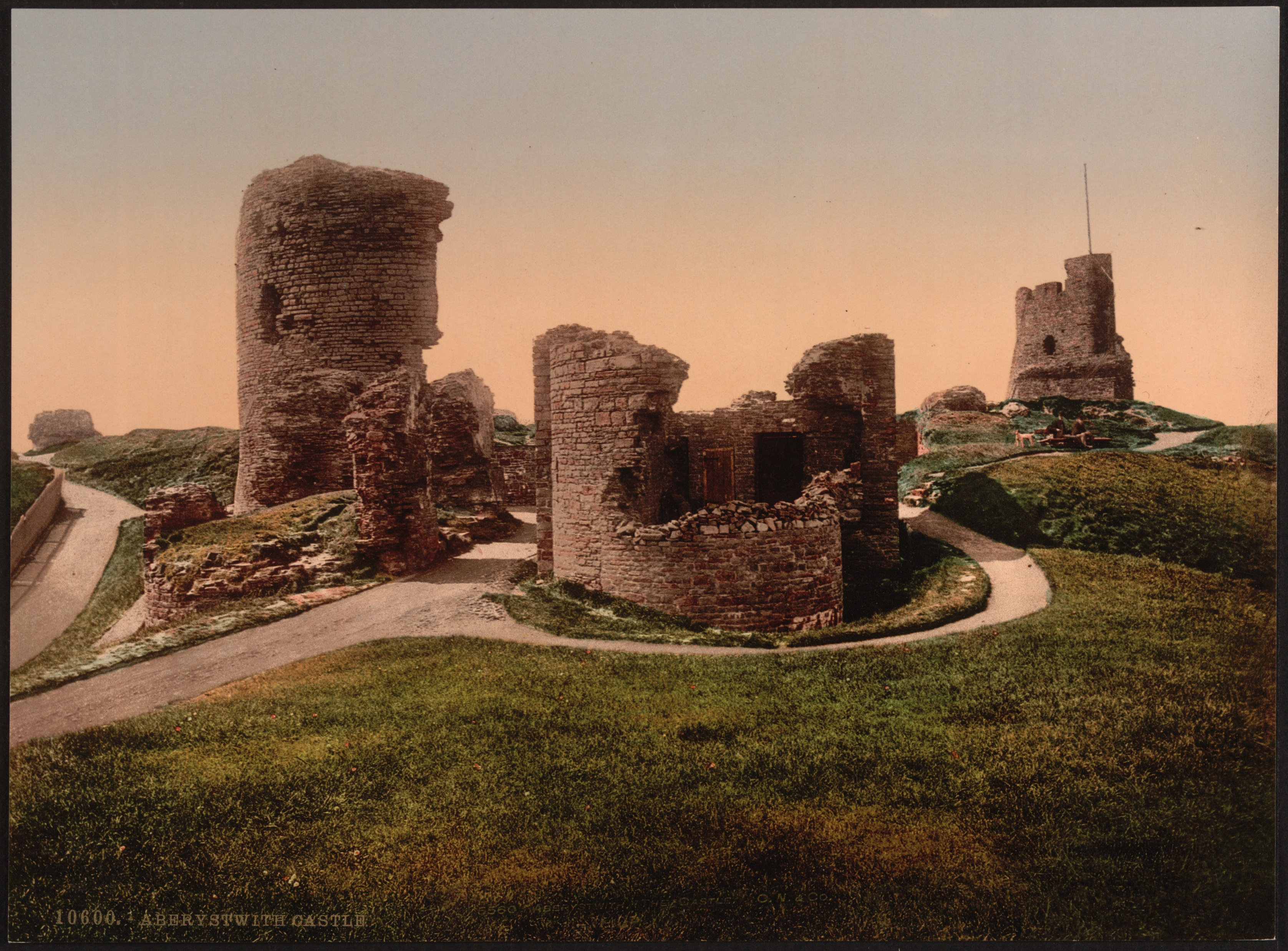
Руины замка Аберистуит в 1890-х годах

К 1307 году город Аберистуит процветал, однако во времена Чёрного принца в 1343 году замок находился в плачевном состоянии; главные ворота и подъёмные мосты, королевский и длинный залы, кухни и внешний двор разрушались.
В 1404 году Оуайн Глиндур захватил замок во время восстания против английской оккупации. В замке должен был быть подписан договор между Глиндуром и королём Франции. Четыре года спустя он был вновь взят англичанами и стал важным оплотом правительства. В 1637 году Карл I превратил замок в Королевский монетный двор, и стал чеканить серебряные шиллинги. Управляющий монетного двора сформировал полк солдат-роялистов во время гражданской войны в Англии. Во время войны монетный двор был закрыт, но служил складом для хранения серебра и свинца. Оливер Кромвель разрушил замок в 1649 году.